# Fort de Jaisalmer
Le fort de Jaisalmer est un fort situé dans la ville de Jaisalmer, dans l'État indien du Rajasthan.
C'est l'un des rares « forts vivants » au monde (comme Carcassonne, en France), puisque près d'un quart de la population de la vieille ville réside encore dans le fort,. Pendant la majeure partie de ses 860 ans d'histoire, le fort était la ville de Jaisalmer. Les premières colonies à l'extérieur des murs du fort, pour accueillir la population croissante de Jaisalmer, auraient été créées au XVIIe siècle.
Le fort de Jaisalmer est le deuxième plus ancien fort du Rajasthan, construit en 1156 par le Rawal (souverain) Jaisal dont il tire son nom, et se trouvait au carrefour d'importantes routes commerciales — y compris l'ancienne route de la soie.
Les murs massifs en grès jaune du fort sont d'une couleur fauve pendant la journée, passant au miel doré au coucher du soleil, camouflant ainsi le fort dans le désert jaune. C'est pour cette raison qu'il est également connu sous le nom de Swarn Durg (स्वर्ण दुर्ग), Sonar Quila ou Fort d'Or. Le nom Sonar Quila (du bengali সোনার কেল্লা (sōnār kēllā), signifiant « forteresse dorée ») a été popularisé par les touristes d'après le film bengali La Forteresse d'or, tourné dans ce fort par l'éminent cinéaste Satyajit Ray. Le fort se dresse au milieu de l'étendue sablonneuse du grand désert du Thar sur la colline de Trikuta, également connue sous le nom de Trikutgarh. Il est aujourd'hui situé le long de la limite sud de la ville qui porte son nom ; sa situation dominante au sommet d'une colline rend les tours tentaculaires de ses fortifications visibles à des kilomètres à la ronde.
En 2013, lors de la 37e session du Comité du patrimoine mondial tenue à Phnom Penh, au Cambodge, le fort de Jaisalmer, ainsi que cinq autres forts du Rajasthan, ont été déclarés site du patrimoine mondial de l'UNESCO dans le cadre du groupe des forts de colline du Rajasthan.

## Histoire

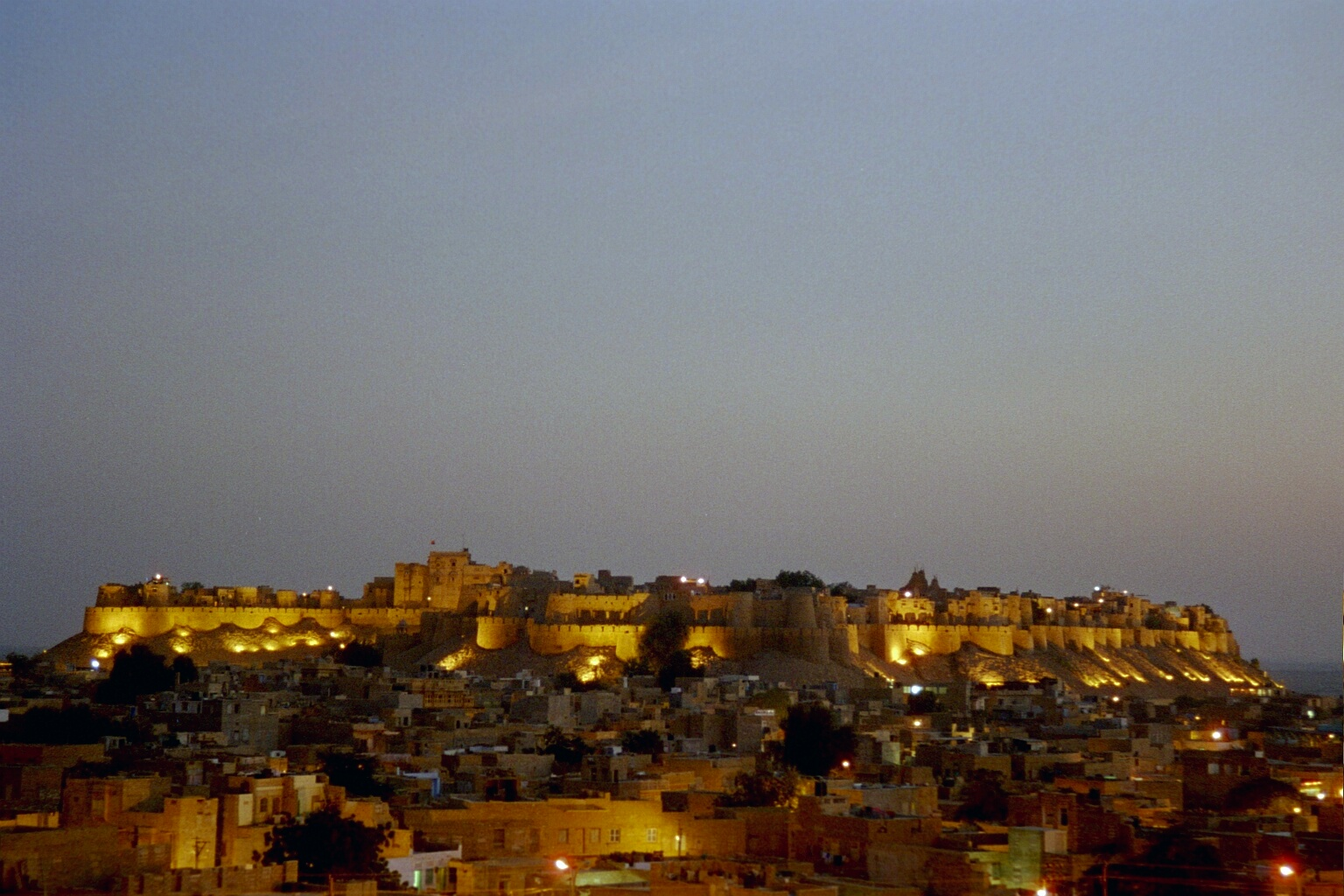
Une vue de la forteresse au-dessus de la ville, le soir.

La légende raconte que le fort a été construit par Rawal Jaisal, un Bhati Rajput (c'est-à-dire un rajput du clan des Bhati), en 1156. L'histoire raconte qu'elle a remplacé une construction antérieure à Lodhruva, dont Jaisal n'était pas satisfait et ainsi, une nouvelle capitale a été établie lorsque Jaisal a fondé la ville de Jaisalmer.
Vers 1299, Rawal Jait Singh Ier doit faire face à un long siège mené par Alauddin Khalji du sultanat de Delhi, qui aurait été provoqué par un raid Bhati sur sa caravane de trésors. À la fin du siège, confrontées à une défaite certaine, les femmes Bhati Rajput commettèrent un « Jauhâr » et les guerriers masculins sous le commandement de Mularaja connurent une fin fatale au combat contre les forces du sultan. Pendant quelques années après le siège réussi, le fort resta sous l'emprise du sultanat de Delhi, avant d'être finalement réoccupé par quelques Bhatis survivants.
Sous le règne de Rawal Lunakaran, vers 1530-1551, le fort est attaqué par un chef afghan, Amir Ali. Quand le Rawal a pensé qu'il menait une bataille perdue, il a massacré ses femmes car il n'avait pas assez de temps pour organiser un jauhar. Malheureusement, des renforts arrivèrent immédiatement après l'acte et l'armée de Jaisalmer remporta la victoire dans la défense du fort.
En 1541, Rawal Lunakaran a également combattu l'empereur moghol Humayun lorsque ce dernier a attaqué le fort sur son chemin vers Ajmer. Il a également offert sa fille en mariage à Akbar. Les Moghols contrôlèrent le fort jusqu'en 1762.
Le fort resta sous le contrôle des Moghols jusqu'en 1762, date à laquelle Maharawal Mulraj prit le contrôle du fort.
Le traité entre la Compagnie des Indes orientales et Mulraj du 12 décembre 1818 a permis à Mulraj de conserver le contrôle du fort et a assuré une protection contre les invasions. Après la mort de Mulraj en 1820, son petit-fils Gaj Singh hérita du contrôle du fort.
L'avènement de la domination britannique, l'émergence du commerce maritime et la croissance des ports de Bombay, Karachi et Calcutta conduisent au déclin économique progressif de Jaisalmer. Le manque de perspectives financières, mais aussi un épisode majeur de sècheresses et de famines à la fin du XIXe siècle, dépeupleront plus largement la région, entraînant la formation d'une « diaspora marwarie » à travers l'Inde et l'Empire britannique. Après l'indépendance et la partition de l'Inde, l'ancienne route commerciale est totalement fermée, privant ainsi définitivement la ville de son ancien rôle important dans le commerce international. 
Même si la ville de Jaisalmer ne sert plus de ville commerciale importante, ni de poste militaire majeur, elle est toujours en mesure de générer des revenus en tant que destination touristique majeure. Au début, toute la population de Jaisalmer vivait dans le fort, et aujourd'hui, le vieux fort abrite encore une population résidente d'environ 4 000 personnes, qui descendent en grande partie des communautés brahmanes et rajpoutes. Ces deux communautés servaient autrefois de main-d'œuvre aux anciens dirigeants Bhati du fort, ce qui permettait alors aux travailleurs de résider au sommet de la colline et à l'intérieur des murs du fort. Avec la lente augmentation de la population de la région, de nombreux habitants de la ville se sont progressivement installés au pied de la colline de Trikuta. De là, la population de la ville s'est largement répandue bien au-delà des anciens murs du fort et dans la vallée adjacente en contrebas.
Le fort mesure 457,2 m de long et 228,6 m de large et est construit sur une colline qui s'élève à plus de 76,2 m au-dessus de la campagne environnante. La base du fort est un haut mur haut de 4,57 m formant l'anneau extérieur du fort, au sein de son architecture de défense à triple anneau. Les bastions ou tours supérieurs du fort forment un périmètre de mur intérieur défensif d'environ 4 km de long. Le fort comprend aujourd'hui 99 bastions, dont 92 ont été construits ou substantiellement reconstruits entre 1633 et 1647. Le fort dispose également de quatre entrées ou portes fortifiées du côté de la ville, dont l'une était autrefois gardée par des canons. D'autres points d'intérêt à l'intérieur des murs et du terrain du fort comprennent :  

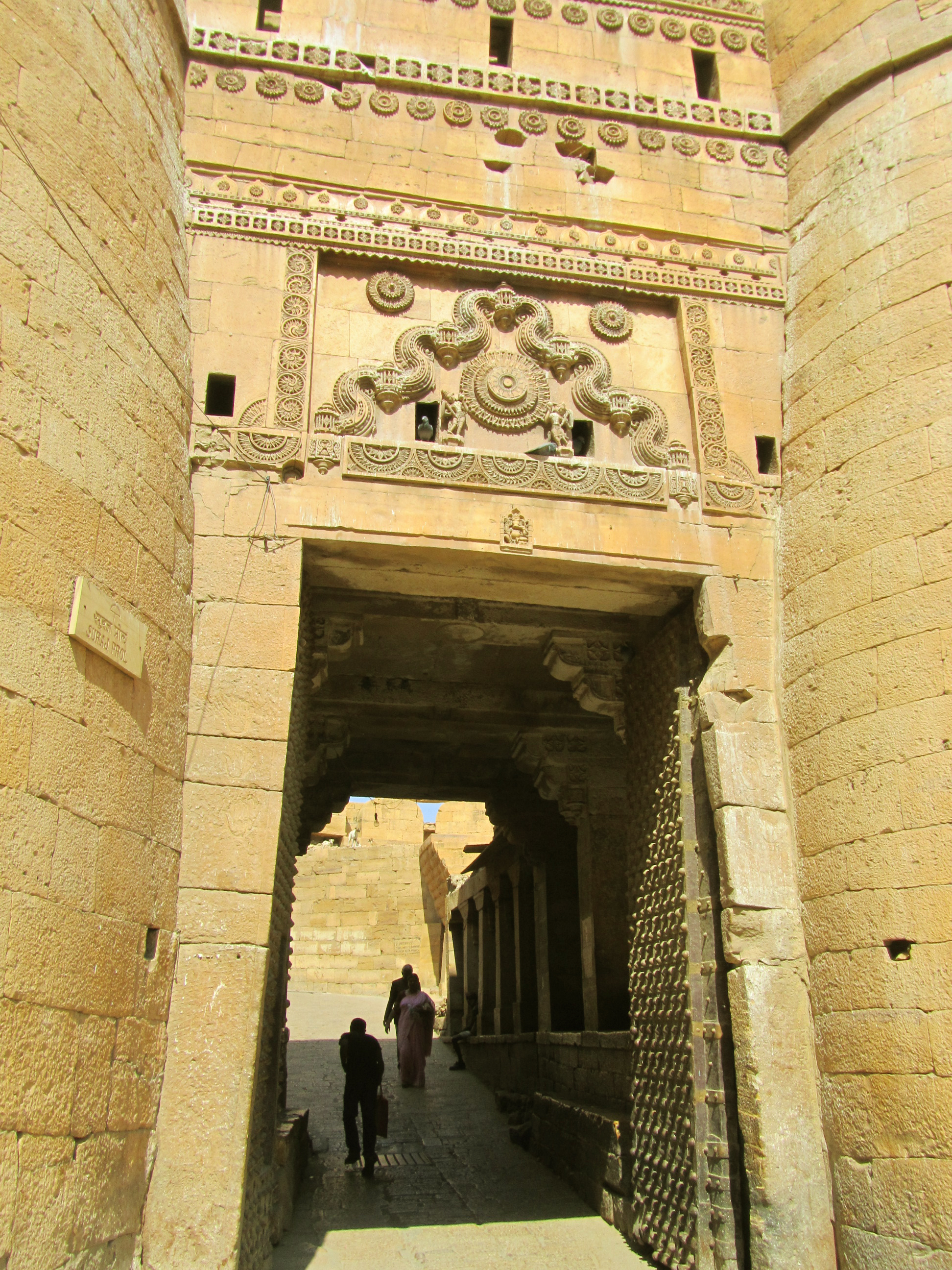
Suarj Pol, l'une des portes d'entrée du fort de Jaisalmer

- Suarj Pol, l'une des portes d'entrée du fort de Jaisalmer Quatre portes massives par lesquelles les visiteurs du fort doivent passer, situées le long de l'approche principale de la citadelle.
- Le palais Raj Mahal, ancienne résidence du Maharawal de Jaisalmer.
- Baa Ri. Ce haveli (résidence traditionnelle richement décorée) vieux de 450 ans, appartenant autrefois aux prêtres brahmanes qui conseillaient le maharajah, abrite aujourd'hui un musée intéressant sur ses différents niveaux. Des objets provenant de tous les aspects de la vie du fort, de la cuisine aux vêtements, sont exposés.

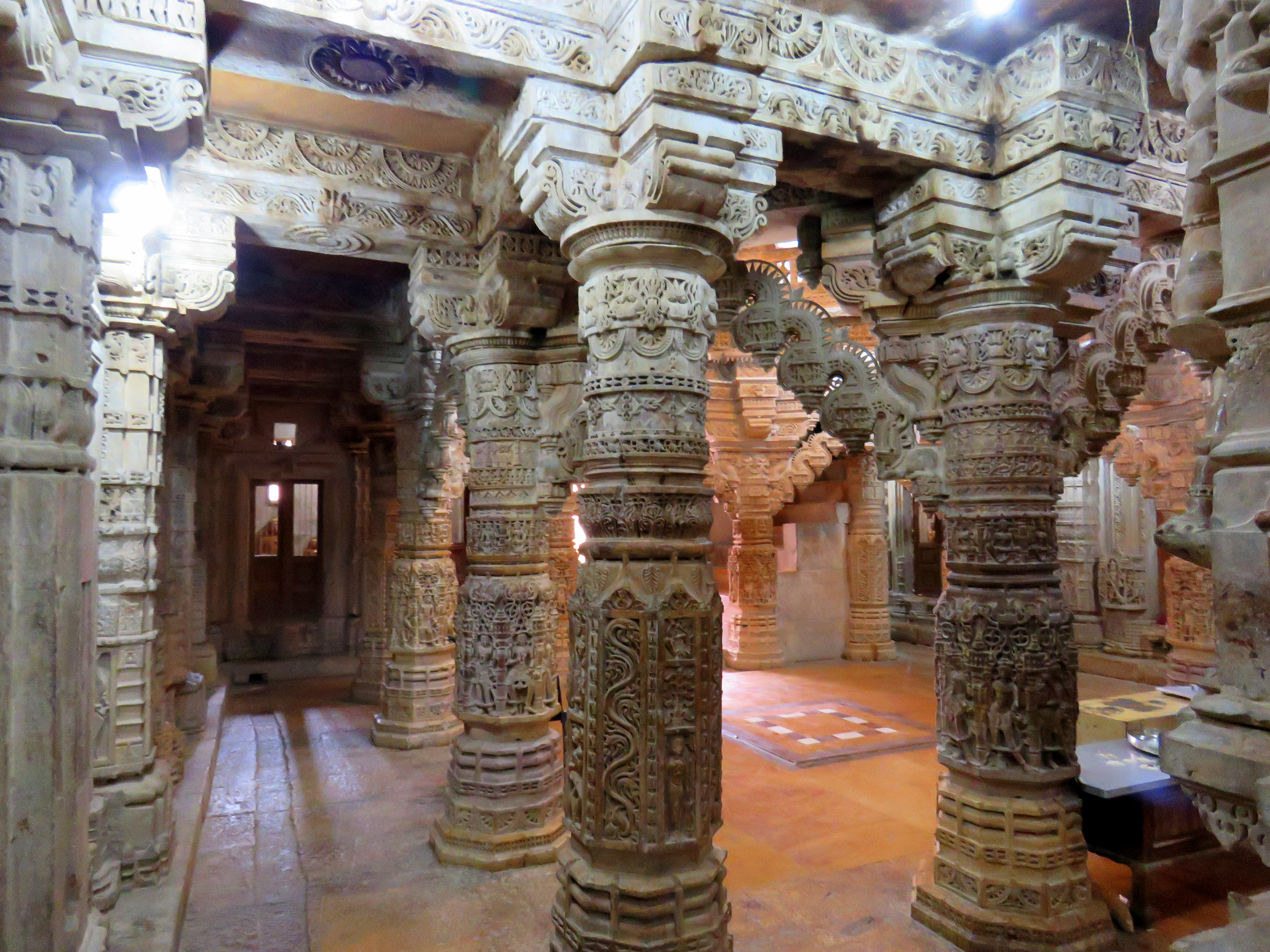
Couloir du temple jaïn – Fort de Jaisalmer

- Temples jaïns : À l'intérieur du fort de Jaisalmer, sept temples jaïns ont été construits en grès jaune entre le XIIe et le XVIe siècle[9],[10]. Askaran Chopra de Merta a construit un immense temple dédié à Sambhavanatha. Le temple compte plus de 600 idoles et de nombreuses écritures anciennes[11]. Chopra Panchaji a construit le temple d'Ashtapadh à l'intérieur du fort[12].
- Le temple de Laxminath de Jaisalmer, dédié au culte des dieux Lakshmi et Vishnu.

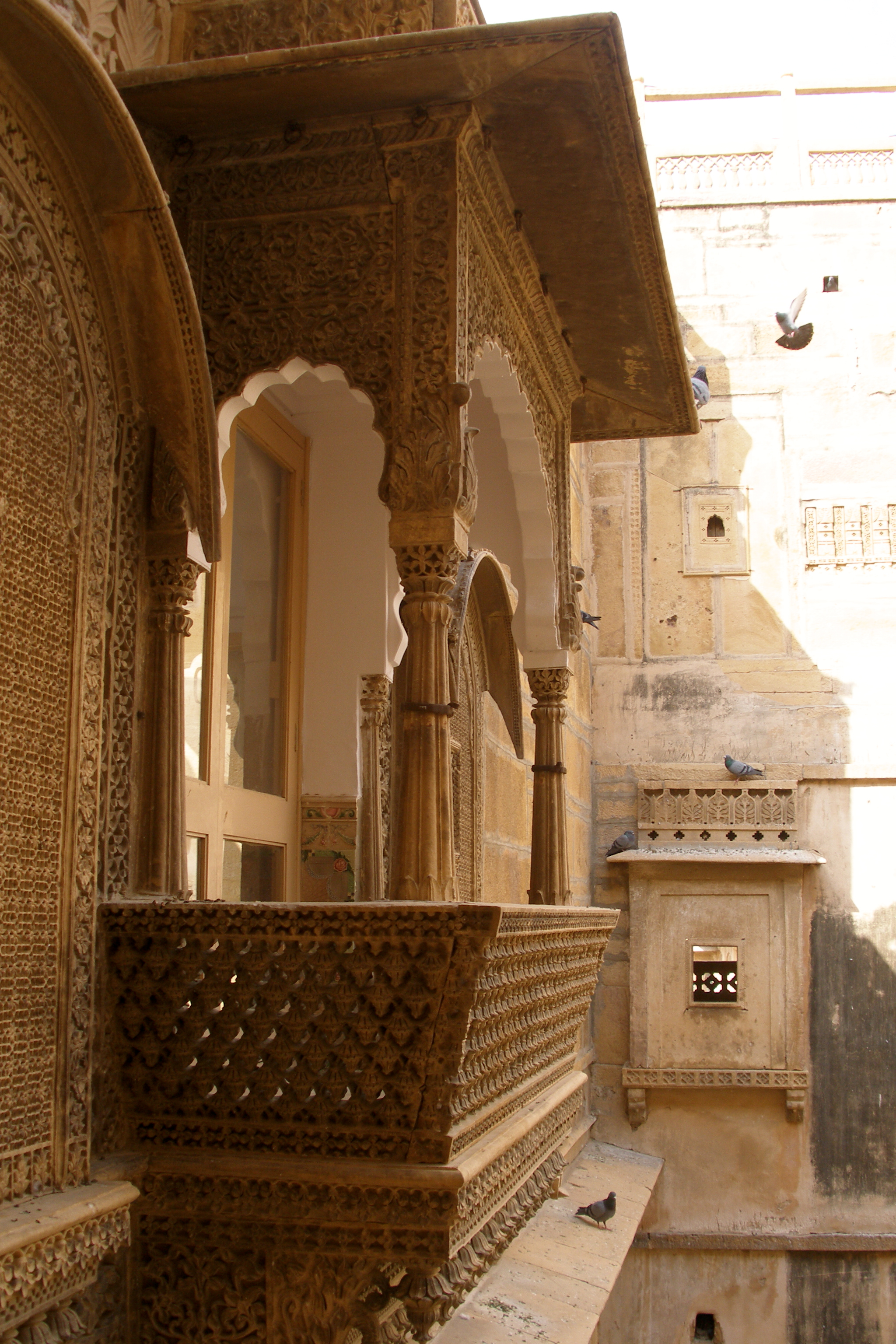
Haveli dans le fort de Jaisalmer

- De nombreux havelis marchands. Il s'agit de grandes maisons souvent construites par de riches marchands dans les villes du Rajasthan, dans le nord de l'Inde, avec des sculptures en grès ornées. Certains havelis ont plusieurs centaines d'années. À Jaisalmer, il existe de nombreux havelis élaborés sculptés dans du grès jaune. Certains d'entre eux ont plusieurs étages et d'innombrables pièces, avec des fenêtres décorées, des arcades, des portes et des balcons. Certains havelis sont aujourd'hui des musées, mais la plupart à Jaisalmer sont toujours habités par les familles qui les ont construits. Parmi ceux-ci se trouve le Vyas haveli qui a été construit au XVe siècle et qui est toujours occupé par les descendants des constructeurs d'origine. Un autre exemple est le palais Shree Nath, qui était autrefois habité par le Premier ministre de Jaisalmer. Certaines portes et certains plafonds sont des exemples remarquables de vieux bois sculpté datant de plusieurs centaines d'années.

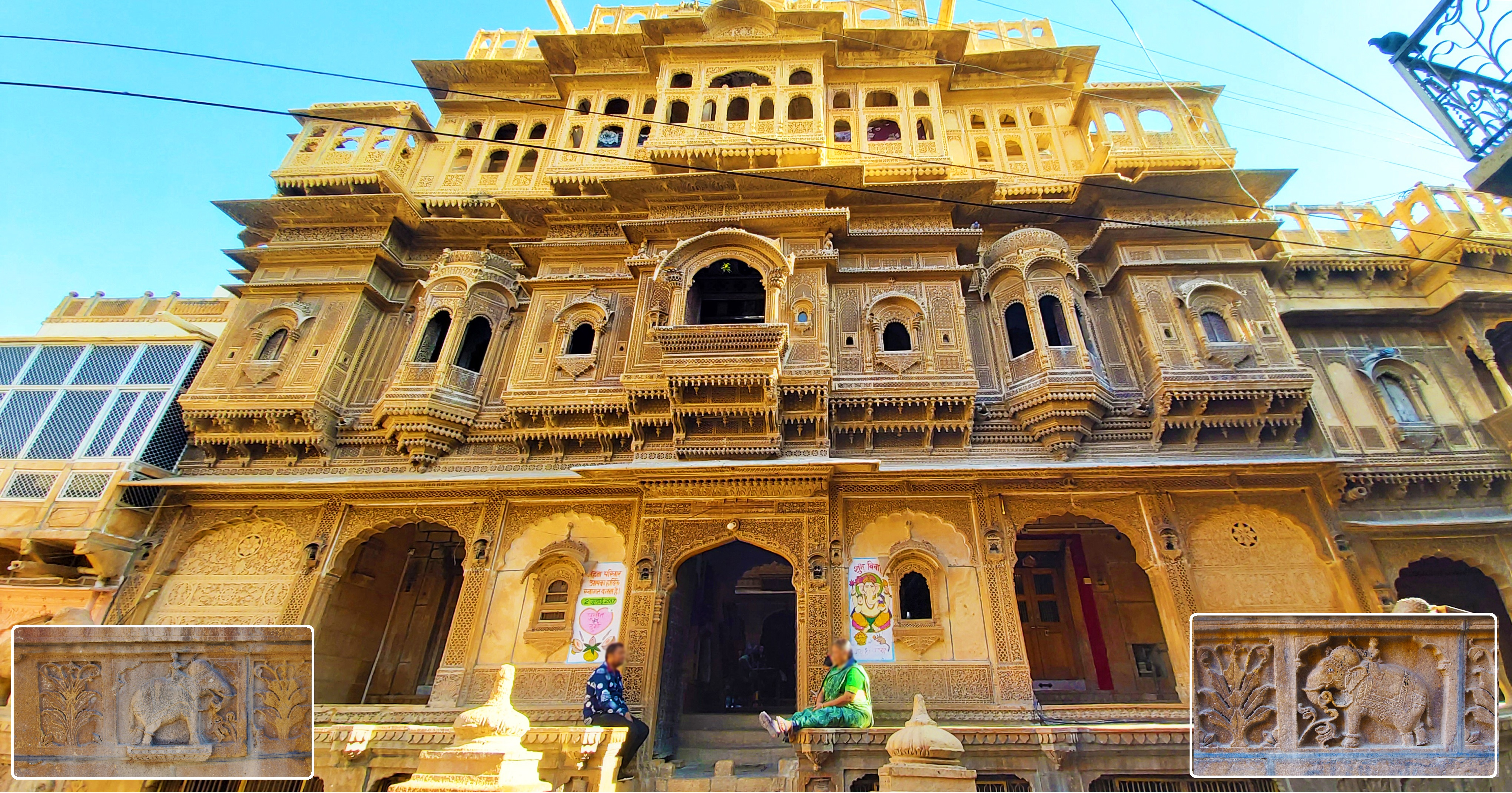
Nathmal Haweli avec les sceaux de signature des architectes

- Nathmal Haweli[13] est un monument emblématique du fort de Jaisalmer. Il est construit en pierre de sable jaune qui brille comme de l'or sous le soleil. Le haweli doit son nom à Nathmal, alors Premier ministre à la cour de Jaisalmer[14]. Il a été construit par deux frères Lulu et Hathi, simultanément, issus de segments différents. Pour cette raison, le bâtiment n'a aucune symétrie, mais il s'agit d'une excellente œuvre d'art et d'une architecture ornée. Ces architectes ont laissé leur signature sur le socle du bâtiment sous la forme d'une sculpture d'un guerrier Rajputana sur un éléphant. Le bâtiment est typiquement identifié par deux éléphants de chaque côté. Le bâtiment est un mélange d'architecture de style islamique et rajputana.

Le fort dispose d'un système de drainage ingénieux appelé ghut nali qui permet un drainage facile des eaux de pluie loin du fort dans les quatre directions du fort. Au fil des années, les activités de construction aléatoires et la construction de nouvelles routes ont considérablement réduit son efficacité.

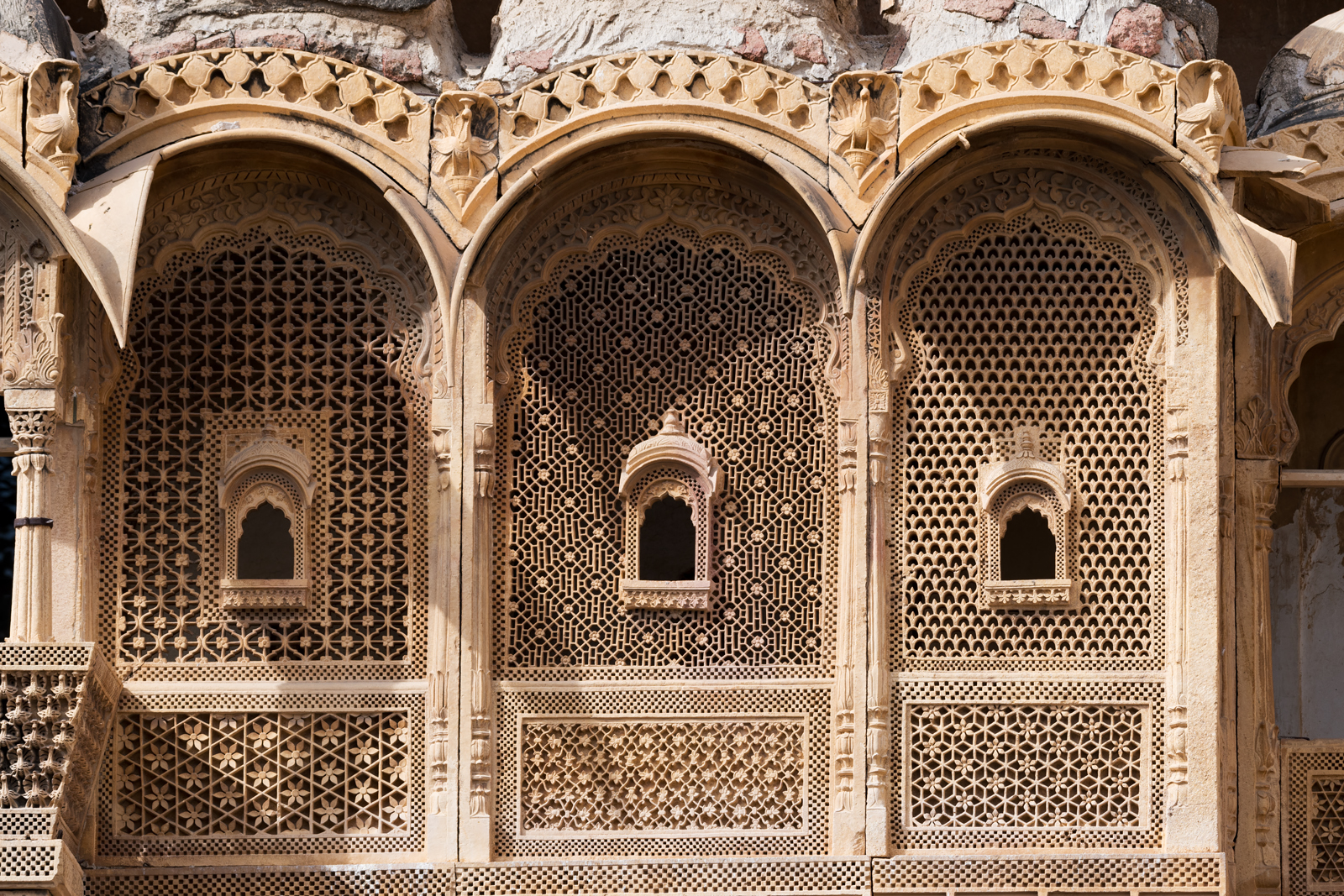
Jharokhas dans le fort de Jaisalmer

## Culture
Le fort abrite de nombreux restaurants, proposant notamment des cuisines italienne, française et locale. Le réalisateur indien Satyajit Ray a écrit Sonar Kella (La Forteresse d'or), un roman policier basé sur le fort et il l'a ensuite filmé ici. Le film est devenu un classique et un grand nombre de touristes du Bengale et du monde entier visitent le fort chaque année pour découvrir par eux-mêmes le monde que Ray a dépeint dans le film.
Six forts du Rajasthan, à savoir le fort d'Amber, le fort de Chittor, le fort de Gagron, le fort de Jaisalmer, Kumbhalgarh et le fort de Ranthambore ont été inscrits sur la liste du patrimoine mondial de l'UNESCO lors de la 37e réunion du Comité du patrimoine mondial à Phnom Penh en juin 2013. Ils ont été reconnus comme un bien culturel en série et comme des exemples d'architecture militaire de colline Rajput,.

## Restauration

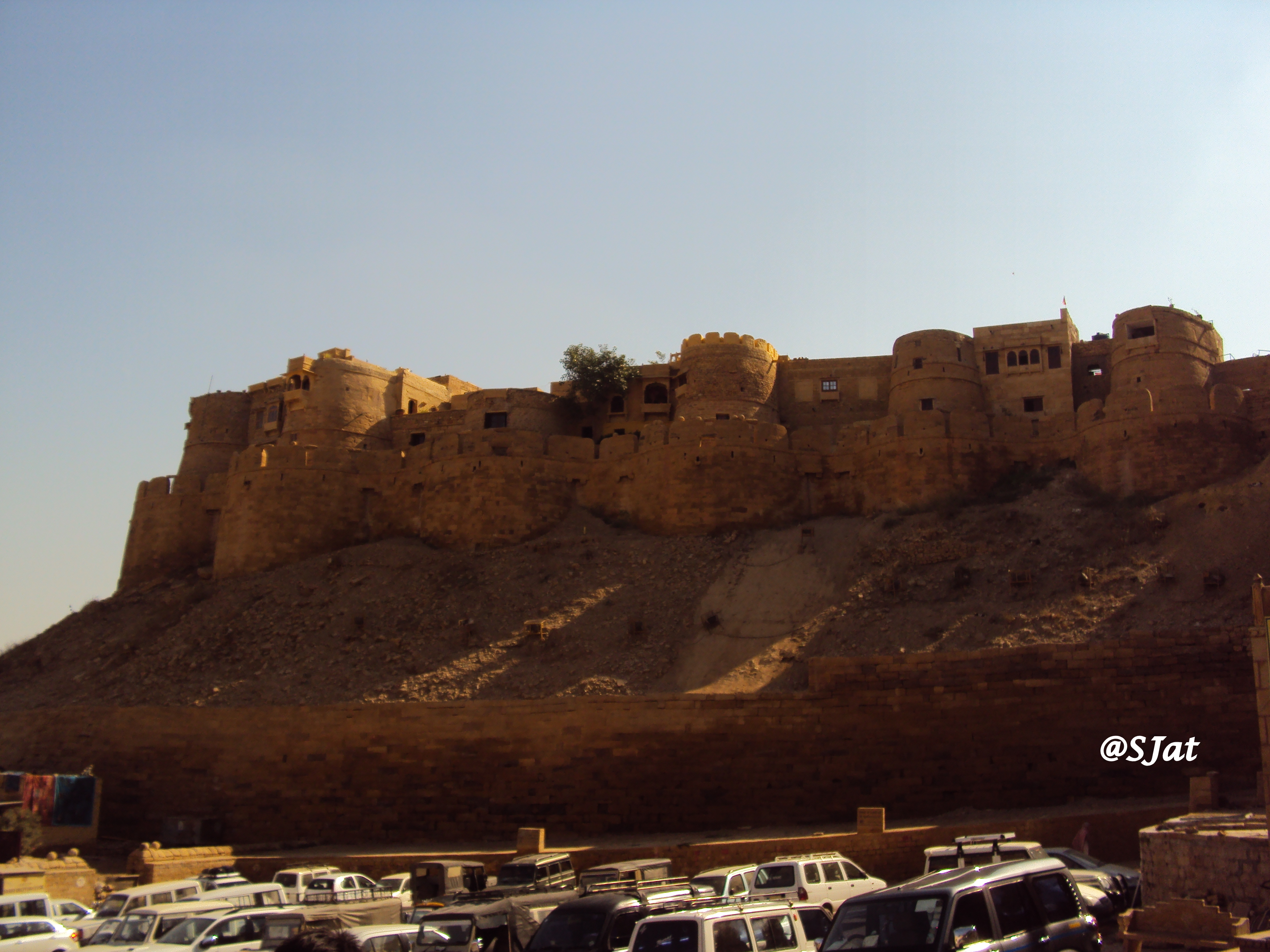
Fort de Jaisalmer (depuis Sonargadh)

Le fort de Jaisalmer est aujourd'hui confronté à de multiples menaces résultant de la pression démographique croissante qui s'exerce sur lui. Les infiltrations d'eau, les équipements publics inadéquats, les maisons abandonnées et l'activité sismique autour de la colline de Trikuta sont quelques-unes des principales préoccupations qui affectent le fort. Contrairement à la plupart des autres forts, le fort de Jaisalmer a été construit sur un contrefort rocheux sédimentaire faible qui rend ses fondations particulièrement vulnérables aux infiltrations. Au fil des ans, cela a conduit à l'effondrement de parties importantes du fort, telles que le palais de la reine ou Rani Ka Mahal, ainsi que des parties du mur d'enceinte extérieur et des murs de soutènement inférieurs.
Le World Monuments Fund a inclus le fort dans son rapport World Monuments Watch de 1996 et à nouveau dans les rapports de 1998 et 2000 en raison des menaces que représentent pour lui l'augmentation de sa population résidente et le nombre croissant de touristes qui le visitent chaque année. Le fort est l'une des attractions touristiques les plus populaires du Rajasthan, avec pas moins de cinq à six cent mille touristes qui le visitent chaque année. En conséquence, la ville est en pleine effervescence commerciale et a connu une croissance phénoménale du trafic humain et automobile.
D'importants travaux de restauration ont été entrepris par le World Monuments Fund et l'association caritative britannique Jaisalmer in Jeopardy. Selon l'ancien président de l'Indian National Trust for Art and Cultural Heritage (en) (INTACH), SK Misra, American Express a fourni plus de 1 million pour la conservation du fort de Jaisalmer. L'absence d'action coordonnée entre les différents services gouvernementaux responsables des équipements civiques, la municipalité locale et l'Archaeological Survey, responsable de l'entretien du fort, constitue un obstacle majeur à son entretien et à sa restauration.

## Galerie

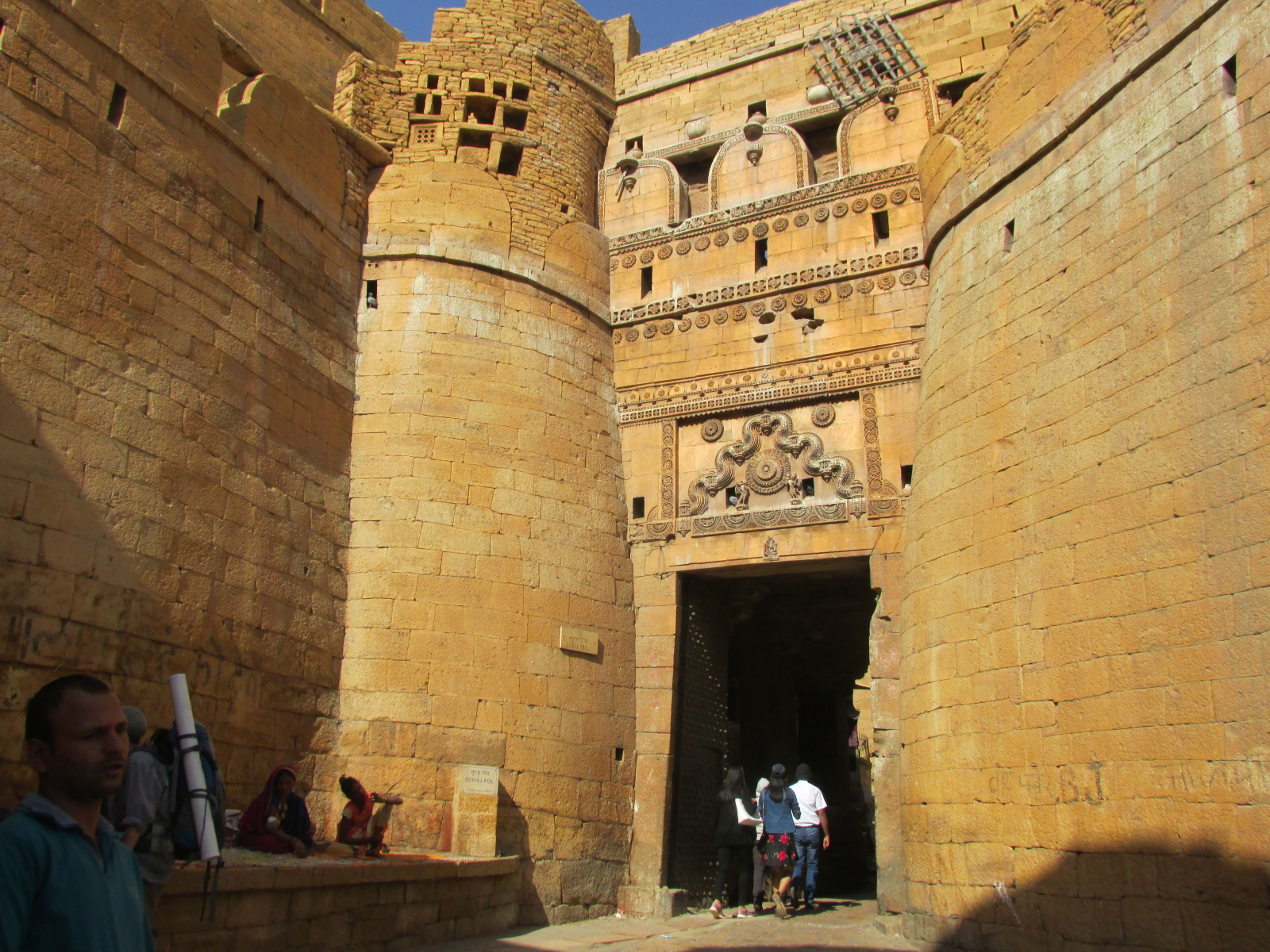
Entrée du fort
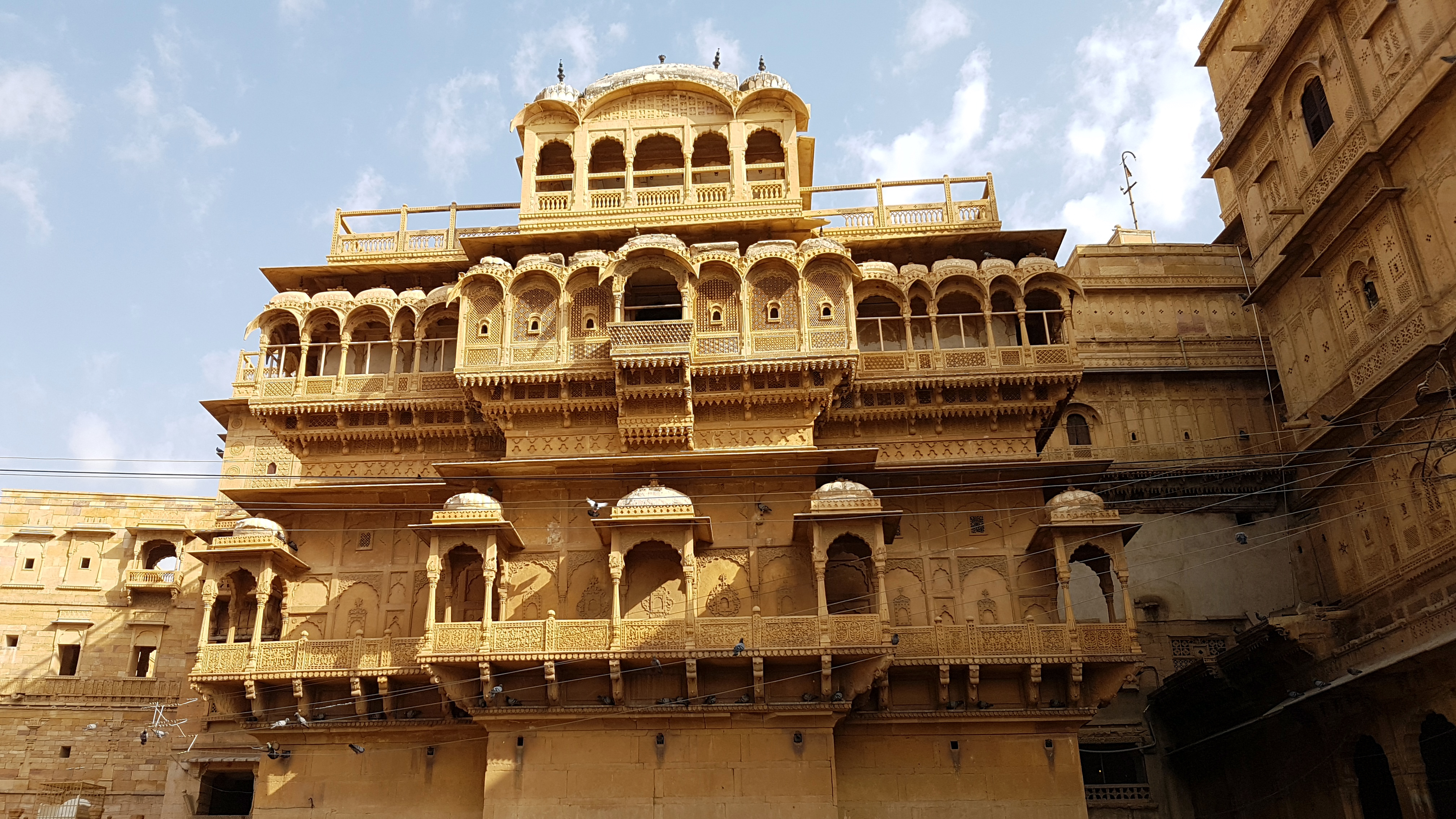
Palais dans le fort
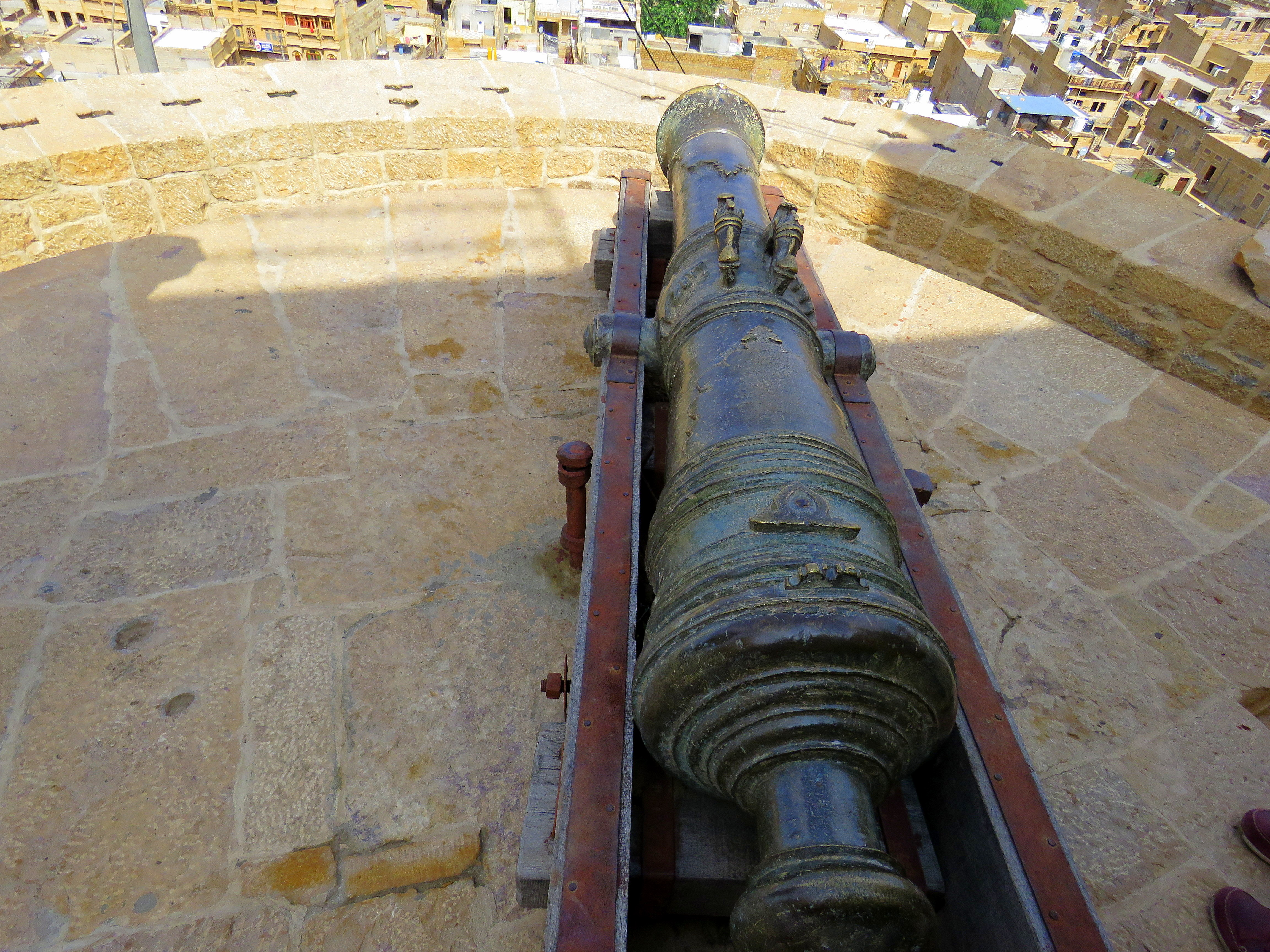
Canon au fort de Jaisalmer
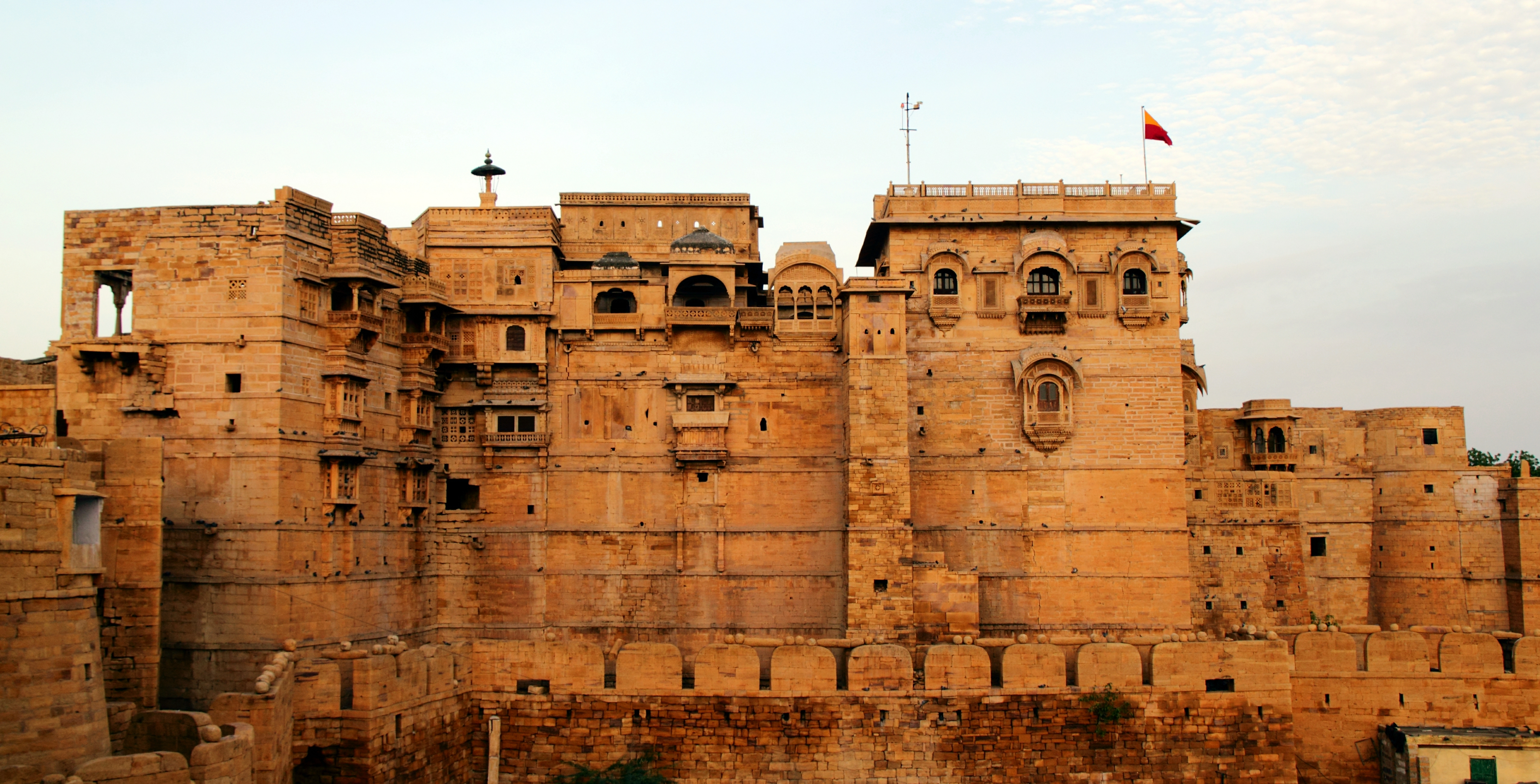
Palais du Fort - Fort de Jaisalmer
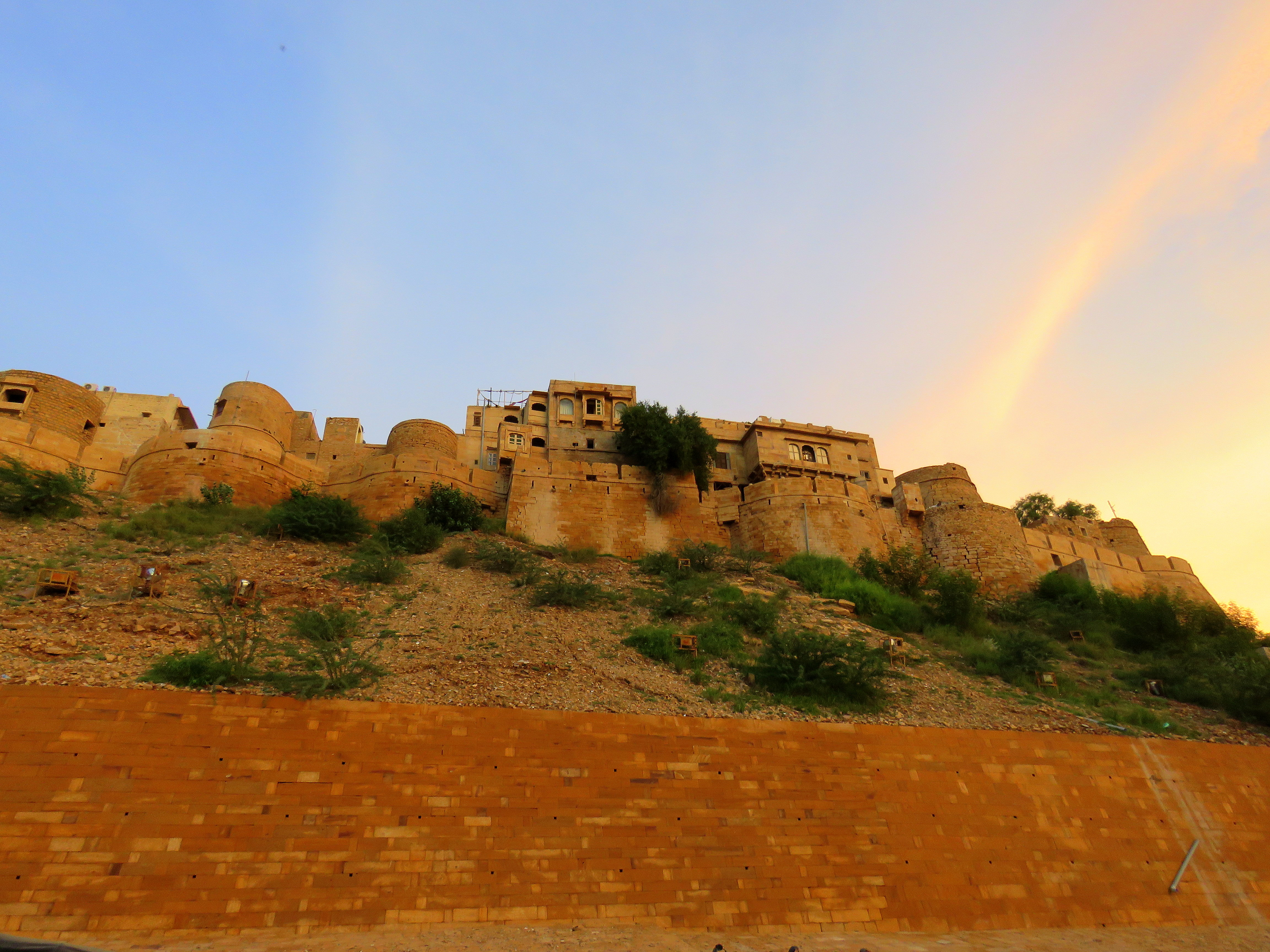
Vue nocturne du fort de Jaisalmer
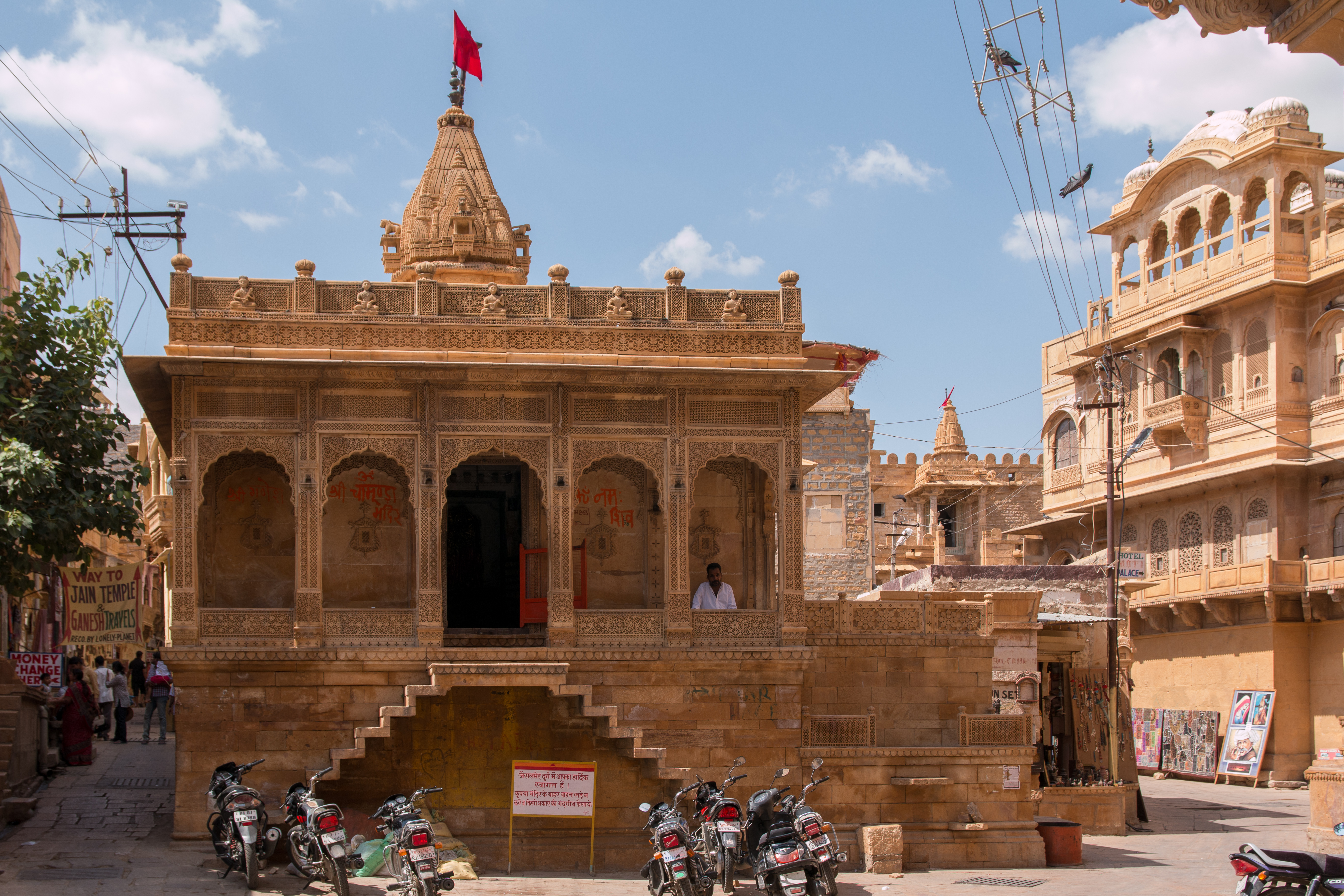
Temple Maa Chamunda à l'intérieur du fort
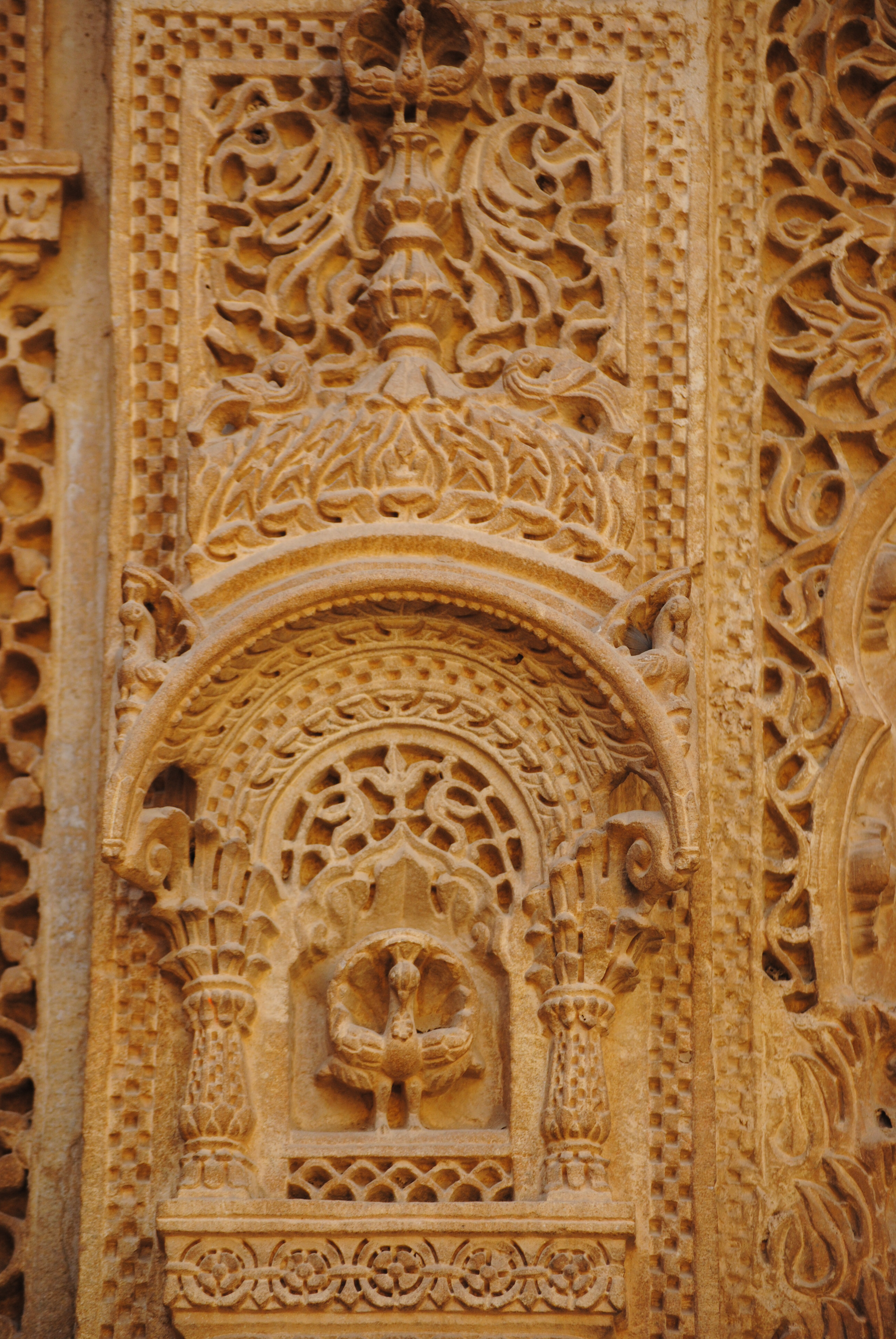
Sculptures dans le fort
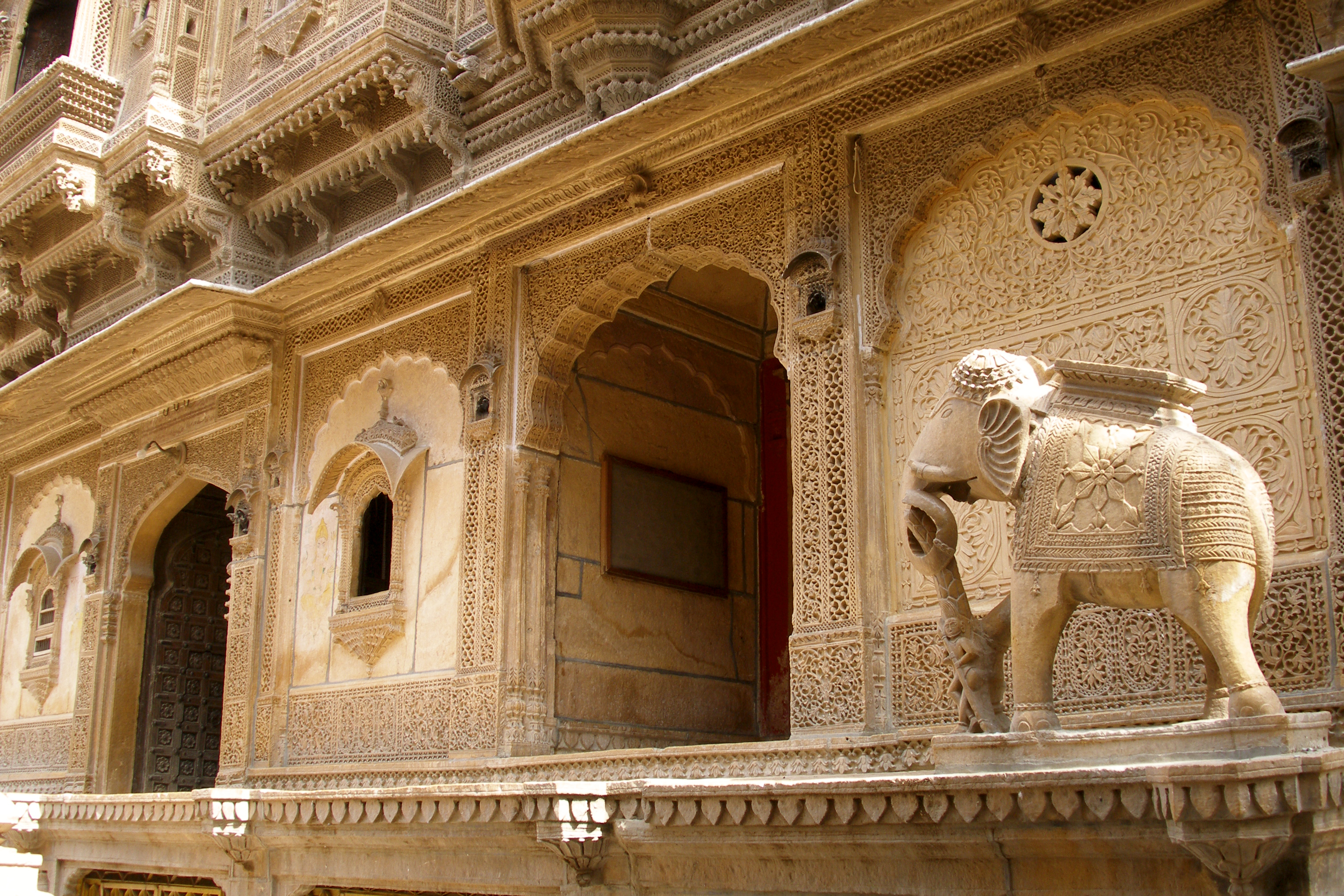
L'art des Havelis
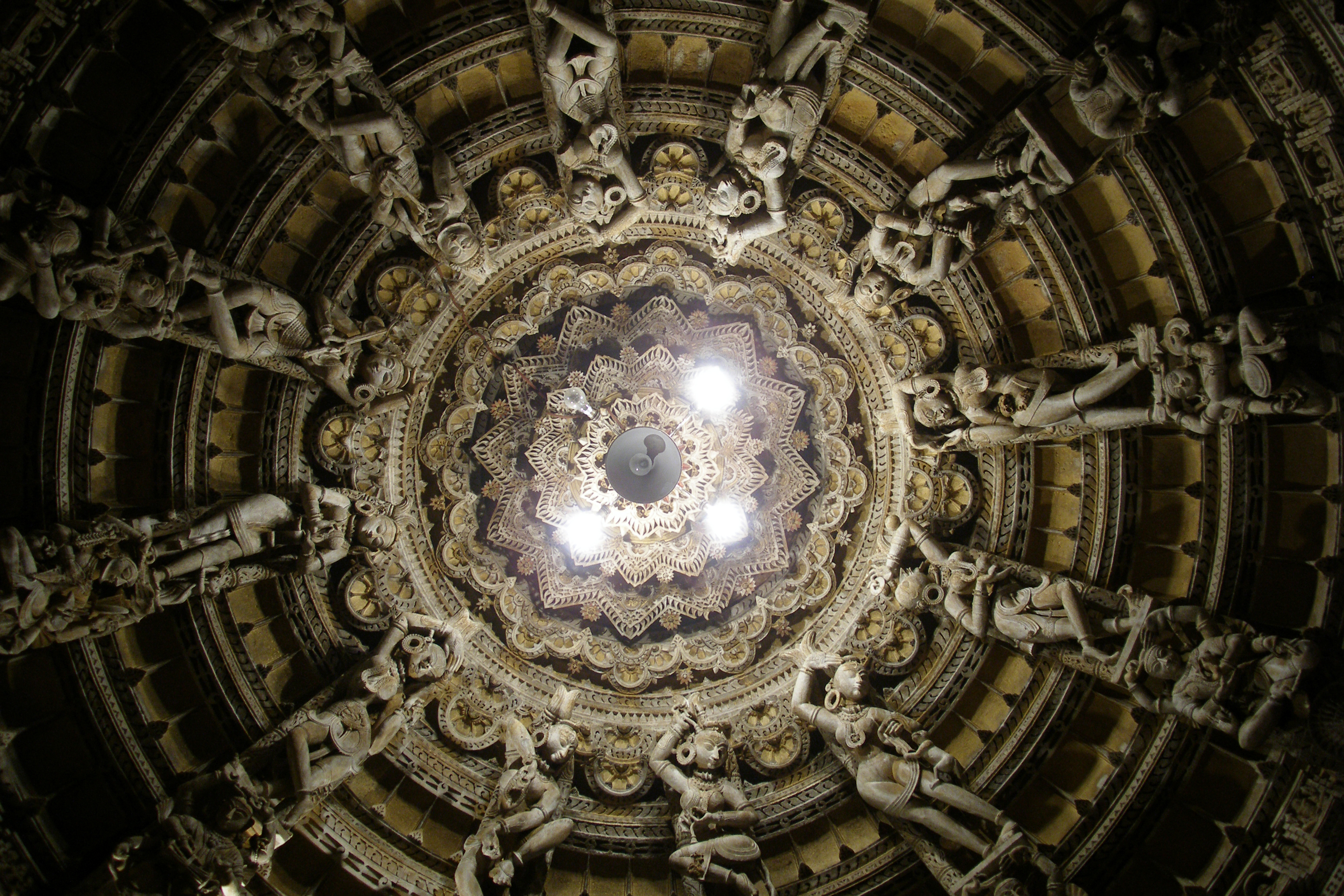
Plafond du temple jaïn à l'intérieur du fort de Jaisalmer
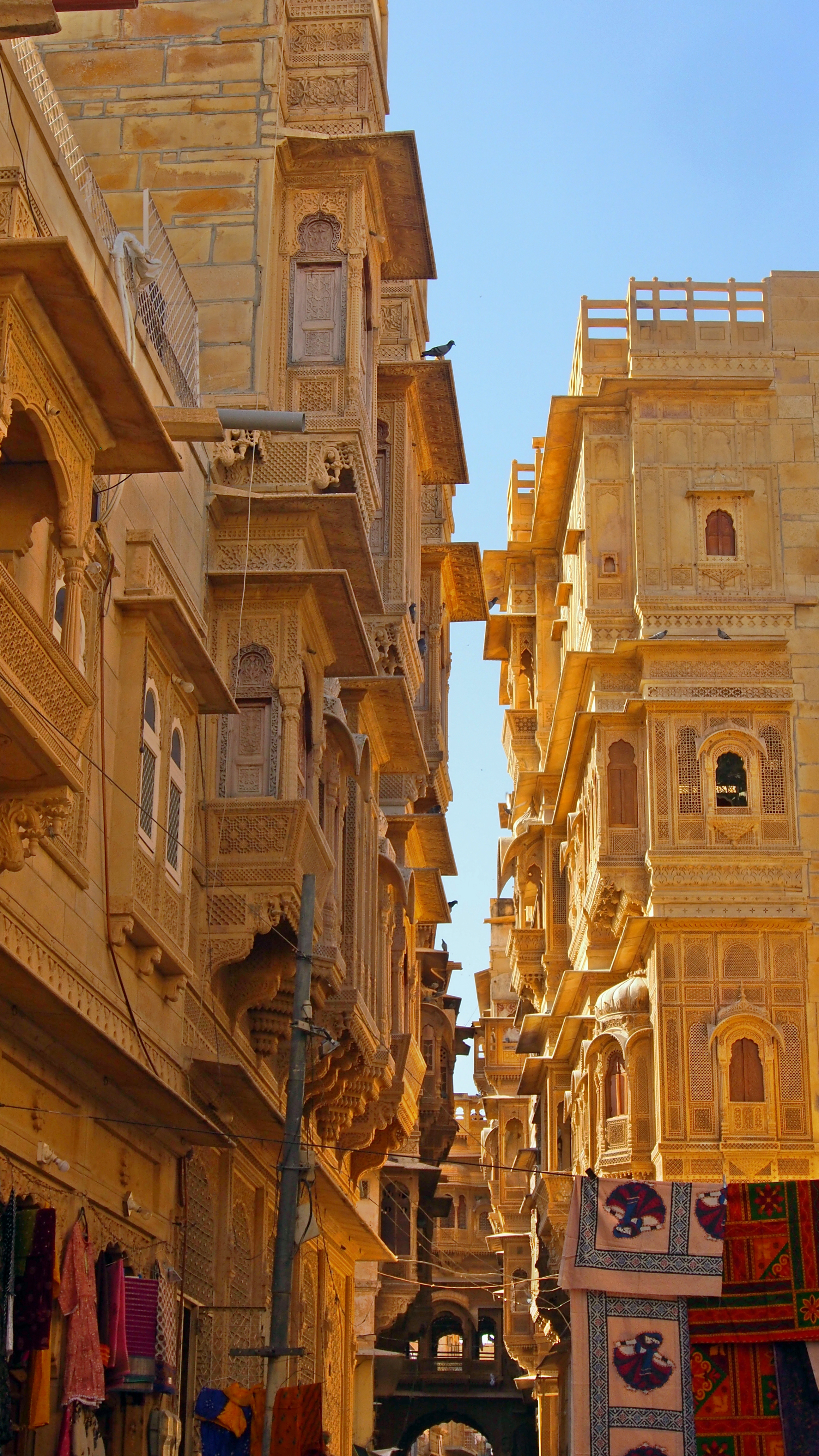
Ruelles étroites du fort de Jaisalmer. Motifs complexes en grès jaune.
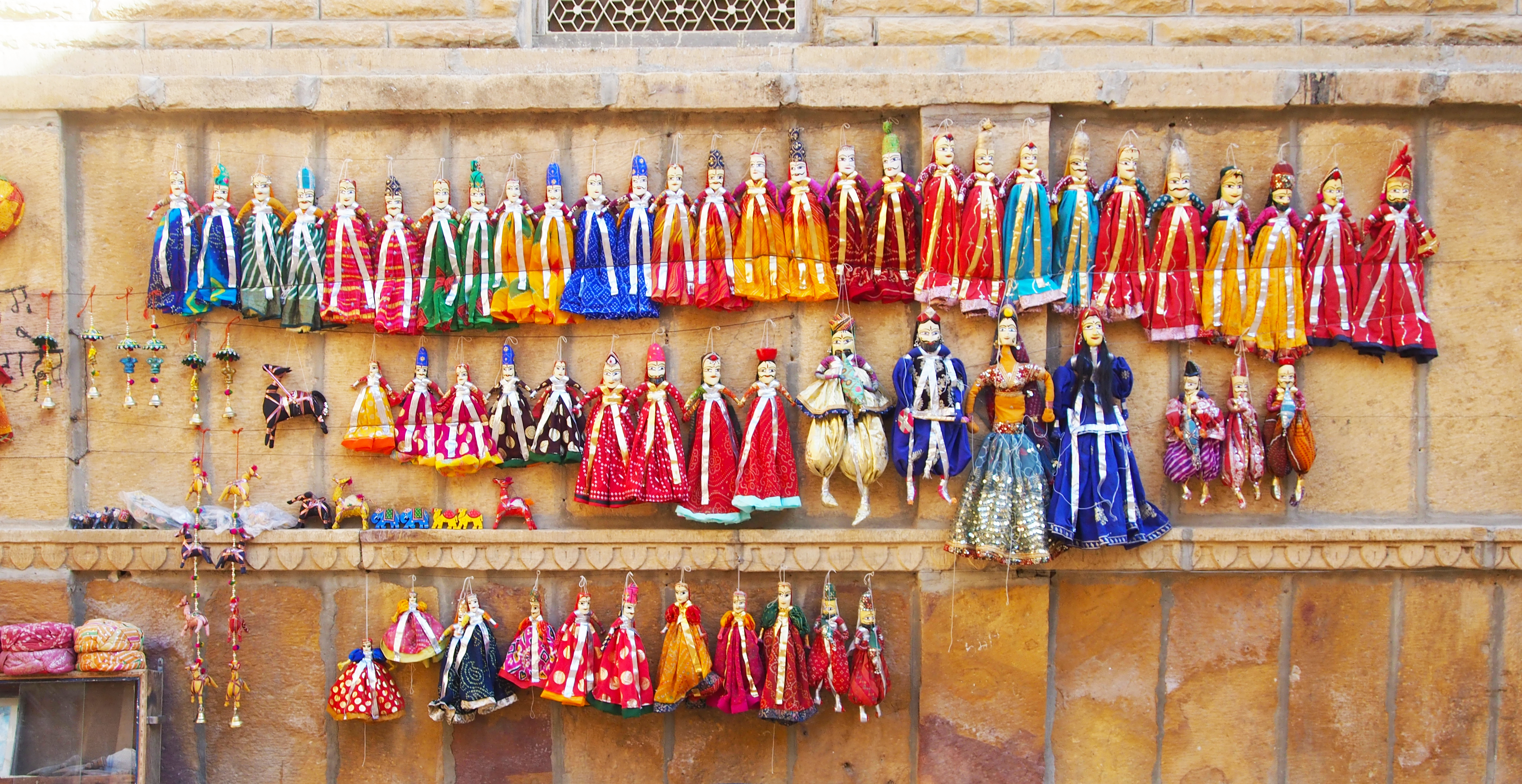
Marionnettes en vente dans les ruelles étroites du fort de Jaisalmer
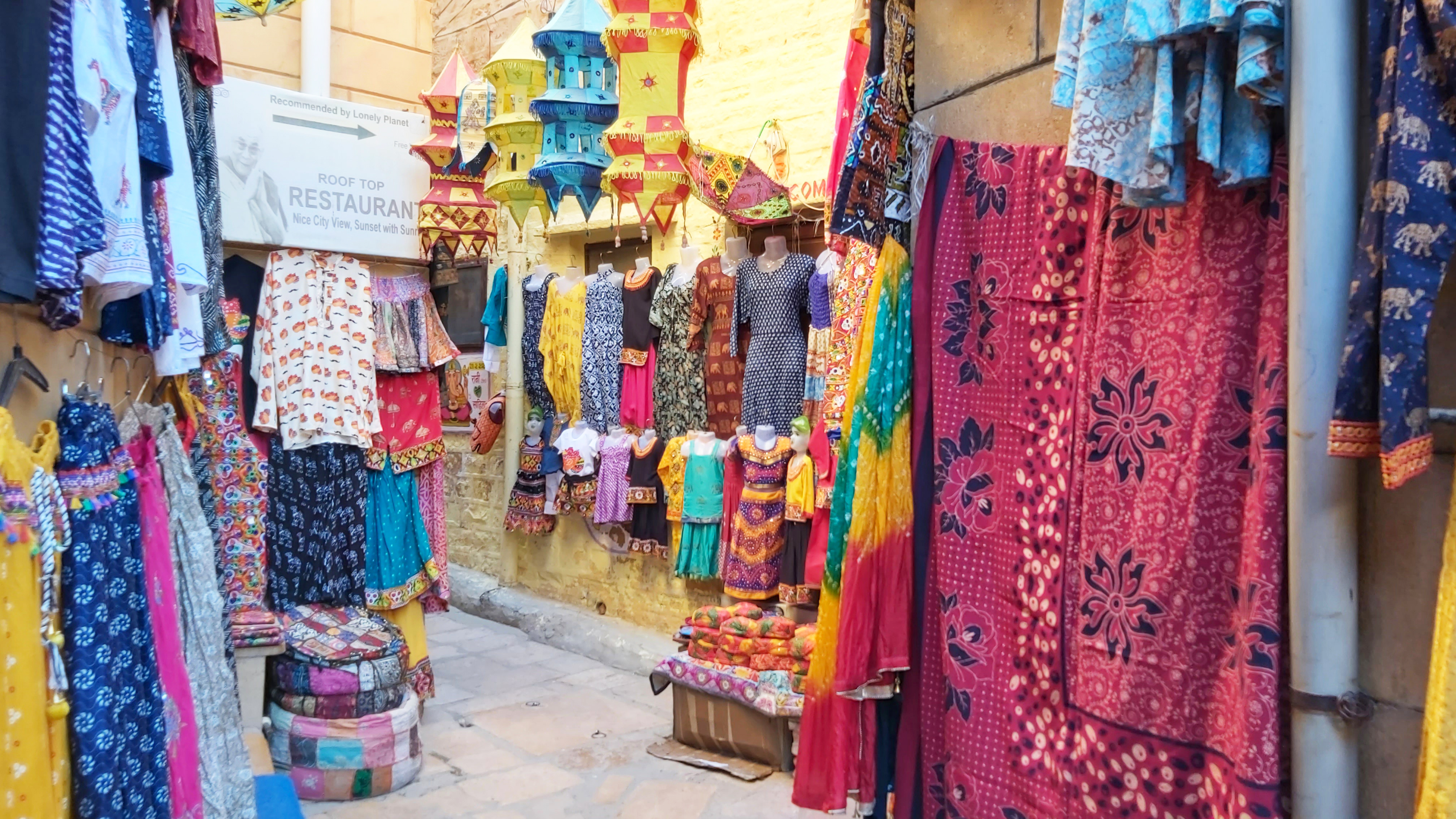
Marché de rue à l'intérieur du fort de Jaisalmer
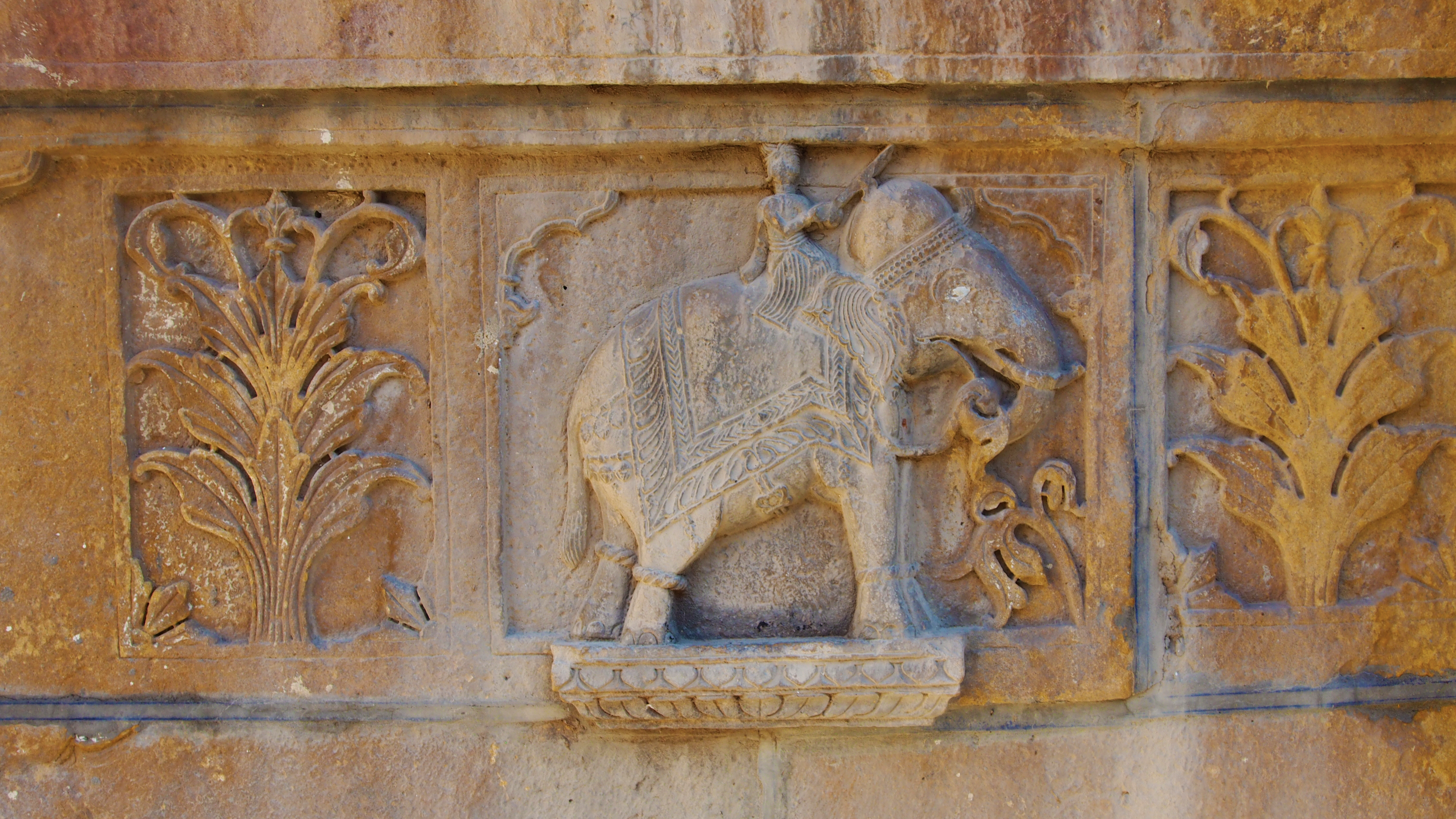
Sculpture d'éléphant en haut-relief au NathmalJi Haveli
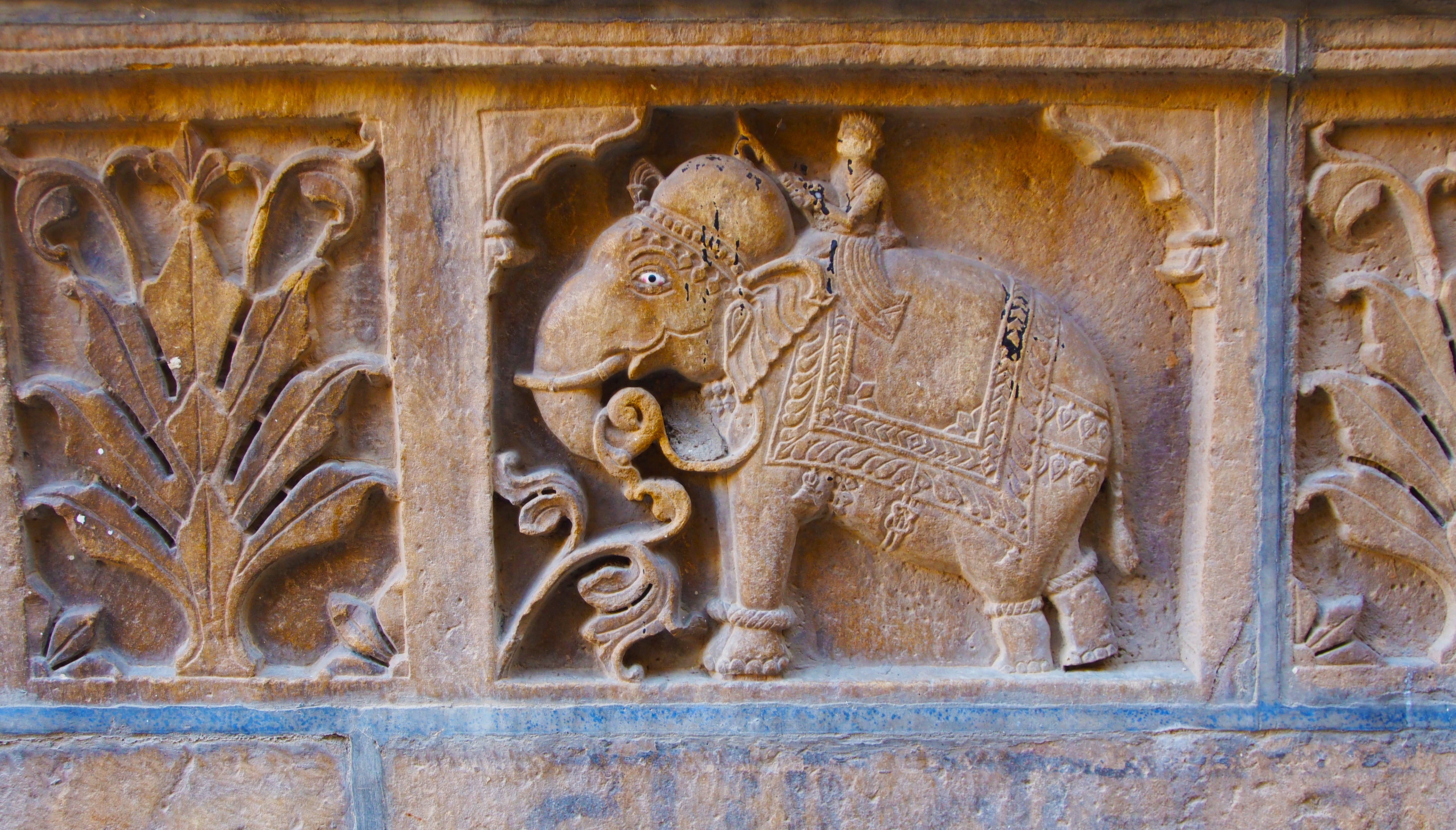
Sculpture d'éléphant en bas-relief au NathmalJi Haveli
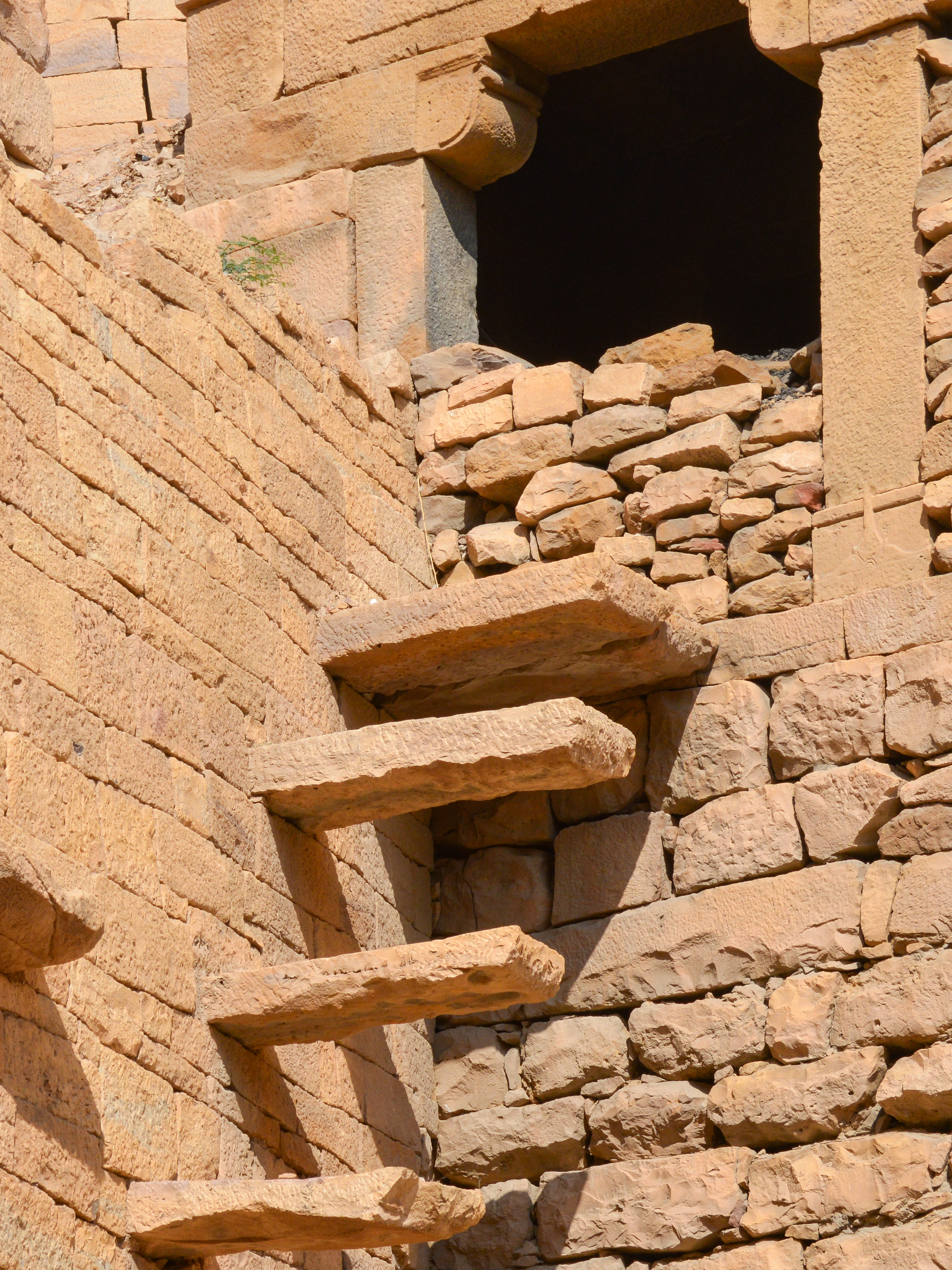
Escalier volant en pierre